# Театральный центр Канберры

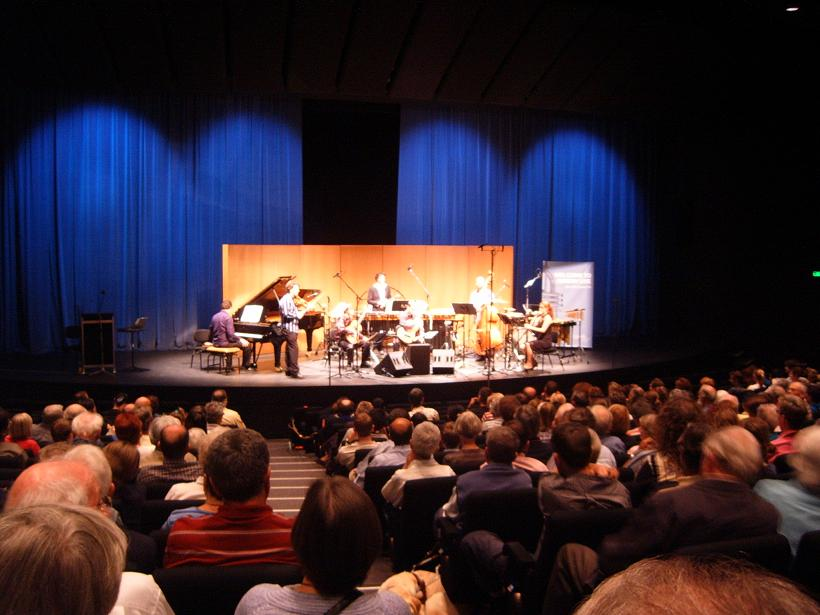
Живой концерт ABC Classic FM в Театре Канберры.

Театральный центр Канберры — главная театральная площадка Австралийской столичной территории, первая в Австралии и первая созданная по инициативе Правительства. Центр был открыт 24 июля 1965 года, первым представлением стало выступление австралийского балета. Расположен в сердце Канберры, районе Сити, возле Законодательного Собрания и примыкает к Сити-хилл, одной из вершин Парламентского треугольника. На сегодняшний день Театр Канберры предоставляет разнообразный выбор театральных направлений на любой вкус, таких как: драма, комедия, танец, кабаре, цирк, кукольный театр, все жанры музыки и мюзиклов.

## История
Первоначально комплекс состоял из двух зданий, непосредственно Театра Канберры и Игровой сцены, которые были связаны между собой крытым переходом. Первое было рассчитано на 1200 мест и предназначалось для выступления крупных национальных и международных трупп. Во втором располагался зал на 310 мест, небольшая художественная галерея, ресторан и конференц зал. Второе здание было официально открыто 18 августа 1965 года с постановкой пьесы «Романов и Джульетта» Питера Устинова. В 1971 году крытый переход между двумя зданиями был закрыт, чтобы за счет него увеличить фойе и помещения театральных касс. В 1982 году была завершена Courtyard Studio, вместившая в себя репетиционный зал на 90 мест, административные помещения и мастерскую по изготовлению декораций. В 1988 году зрительный зал, фойе и кулисы первого здания были полностью отремонтированы, обеспечив зрителям условия, сопоставимые с другими крупными театральными центрами по всей стране. В середине 1990-х, после двухгодичных консультаций между администрацией театра и архитекторами, второе здание театра было снесено и восстановлено в новом месте. Официальное открытие перестроенного здания состоялось 18 мая 1998 года. Вместо традиционного веерообразного зрительного зала и дугообразной сцены, которые присутствуют во всех театрах Австралии, построенных в XX веке, был построен полукруглый зал в виде барабана с партером и балконами. Вместимость нового зала составила 618 человек. Дизайн Игровой сцены был позаимствован у античных театров и английских театров времен королевы Елизаветы (XVI век). В 2006 году между двумя зданиями была построена библиотека и фойе, их соединяющее.

## Выступления
За годы существования Театрального Центра на его сцене ставились величайшие произведения литературной классики и выступали передовые театральные коллективы мира.
В октябре 1970 здесь вместе с Австралийским балетом танцевала Марго Фонтейн, а с середины 1970-х по середину 1980-х в рамках ежегодных сезонов Австралийской оперы пела Джоан Сазерленд. Среди других исполнителей того времени на сцене побывали Bell Shakespeare, Black light theatre и квартет Дэйва Брубека. В период с середины 1980-х годов до середины 1990-х годов в Центре проходили сезоны English Shakespeare Company, Диззи Гиллеспи, Doug Anthony All Stars и первый тур Театра танца «Бангарра». В начале 2000-х здесь в течение своих ранних австралийских туров выступали The Whitlams, а также Томми Эммануэль и Пол Келли.